# 山口県道106号文珠山公園線
山口県道106号文殊山公園線（やまぐちけんどう106ごう もんじゅやまこうえんせん）は、山口県大島郡周防大島町を通る一般県道である。

## 概要
文殊山（標高662.7 m）中腹の文殊堂から国道437号に至る。

### 路線データ
- 起点：大島郡周防大島町大字西三蒲（文殊堂前）
- 終点：大島郡周防大島町大字東三蒲（文珠山入口交差点、国道437号交点）

## 歴史
- 1968年（昭和43年）4月1日 - 山口県告示第252号により認定される。
- 1972年（昭和47年）頃 - 現行の県道番号に変更される。
- 2004年（平成16年）10月1日 - 大島郡の全4町（大島町・久賀町・橘町・東和町）が対等合併して大島郡周防大島町が成立したことに伴い、全区間が大島郡周防大島町域を通る路線になる。

## 地理

### 通過する自治体
- 大島郡周防大島町

### 交差する道路
| 交差する道路 | 交差する場所 | 交差する場所            |
| ------------ | ------------ | ----------------------- |
| 国道437号    | 大字東三蒲   | 文珠山入口交差点 / 終点 |

### 沿線
- 文殊堂
- 文殊山
- 周防大島町立三蒲小学校
- 周防大島町役場 蒲野出張所